# Детройтский симфонический оркестр
Детройтский симфонический оркестр (англ. Detroit Symphony Orchestra) — американский симфонический оркестр, базирующийся в Детройте.
Оркестр был создан по инициативе городских музыкантов, его первый концерт оркестра состоялся 19 декабря 1887 года в Детройтском оперном театре. На протяжении 22 сезонов коллектив вёл скромное существование, давая по 4 концерта за сезон и испытывая постоянные финансовые затруднения несмотря на постоянные обращения бессменного менеджера Фрица Калсоу (1847—1930) к публике и городскому бизнесу. Наиболее яркой страницей в ранней истории оркестра стало выступление 6 марта 1907 года в качестве солиста Александра Скрябина, исполнившего собственный фортепианный концерт и вызвавшего возмущение местной критики, охарактеризовавшей это сочинение как «дикий пример самой ультрасовременной русской школы». В 1910 году оркестр был вынужден прекратить свою деятельность из-за недостатка средств.
В 1914 году молодой органист и дирижёр Уэстон Гейлс добился поддержки известной городской благотворительницы Фрэнсис Уайтс Сибли (1867—1958), внучки первого мэра Детройта Соломона Сибли, и уговорил её собрать комитет для финансовой поддержки нового оркестра. Уже в январе 1914 года этот оркестр дал первое приватное выступление, а 19 ноября состоялся его первый публичный концерт. Уровень коллектива серьёзно вырос с приходом в 1918 году на пост главного дирижёра Осипа Габриловича (ученика Антона Рубинштейна), а популярность ему принесло участие в 1934—1942 гг. в радиотрансляциях классической музыки, спонсируемых Генри Фордом.
Экономические трудности военного времени вызвали перерыв в работе оркестра в 1942—1943 гг. Возобновление работы оркестра ознаменовалось такими заметными вехами, как выступление оркестра 30 января 1945 года под управлением нового главного дирижёра Карла Крюгера в нью-йоркском Карнеги-холле и проведённый в 1947 году амбициозный конкурс оркестровых сочинений среди композиторов из стран Северной и Южной Америки (победителем стал Лерой Робертсон со своей Трилогией для оркестра). Однако к 1949 году затяжной конфликт между оркестрантами, дирижёром и менеджментом привёл к очередному роспуску оркестра. В 1951 году детройтский предприниматель Джон Баптист Форд-младший (1897—1981) вновь возродил коллектив, разработав продуманную схему субсидирования его работы. В качестве кандидатов на пост главного дирижёра были приглашены с сериями концертов Виктор де Сабата, Ионел Перля и Поль Паре, выбор спонсоров и публики пал на последнего. С его появлением у руля оркестра коллективом было осуществлено большое количество записей французской классической музыки.
Под руководством Антала Дорати оркестр предпринял ряд масштабных проектов, в том числе Бетховенский фестиваль в Детройте (1977) и мировое гастрольное турне 1979 года. Однако упадок автомобильной индустрии и, как следствие, платёжеспособности спонсоров привёл к тому, что началу 1980-х гг. дефицит бюджета оркестра достиг 2,7 миллионов долларов.
В XXI веке оркестр, как и город в целом, вновь столкнулся с серьёзными финансовыми проблемами, что привело, в частности, к забастовке оркестрантов с октября 2010 по апрель 2011 года, однако в дальнейшем положение оркестра улучшилось, и очередной контракт между музыкантами и менеджментом был в 2017 году заключён в атмосфере сотрудничества и наилучших надежд.

## Главные дирижёры
- Рудольф Спейл (1887—1894)
- Уильям Юнк (1894—1895)
- Иоганн Генрих Бек (1895—1896)
- Артур Депью (1896—1900)
- Хьюго Калсоу (1900—1910)
- Уэстон Гейлс (1914—1917)
- Осип Габрилович (1918—1936)
- Франко Гионе и Виктор Колар (1936—1940)
- Виктор Колар (1940—1942)
- Карл Крюгер (1943—1949)
- Поль Паре (1953—1962)
- Сикстен Эрлинг (1963—1973)
- Альдо Чеккато (1973—1977)
- Антал Дорати (1977—1981)
- Гюнтер Хербиг (1984—1990)
- Нееме Ярви (1990—2005)
- Леонард Слаткин (2008—2018)
- Ядер Биньямини (с 2020 г.)